# داره خورما ملا حسن
قرية داره خورما ملا حسن (بالكردية: دارەخورمای مەلاحەسەن)‏ هي إحدى قرى ناحية قورة تو في قضاء خانقين ضمن الحدود الإدارية لمحافظة السليمانية لأنها ضمن مناطق إدارة كرميان في إقليم كردستان العراق.